# Cípsela (Hispània)
Cípsela (llatí: Cypsela; derivat del grec Κυψέλη, Kypsélē) és el nom d'una ciutat esmentada per Aviè en la seva Ora maritima, que modernament ha estat identificada amb Sant Feliu de Guíxols. La llegenda moderna diu que aquesta ciutat desaparegué per sempre entre les aigües de la Mediterrània; els historiadors, en canvi, dubten de la seva existència.
Segons Aviè, Cípsela és una ciutat dels indicets:
| «                                | tum iugum Celebanticum in usque salsam dorsa porrigit Thetim. hic adstitisse civitatem Cypselam iam fama tantum est. nulla nam vestigia prioris urbis asprum servat solum. | Llavors, el Cap Celebàntic estén la seva carena fins a la mar salada. Allà hi hagué la ciutat de Cípsela, i ara només en resta el record; i és que cap vestigi ni un ja no serva la terra aspra de l'antiga ciutat. | » |
| — Aviè, Ora maritima, v. 519-523 | | |   |

Aviè és un autor del segle iv que, pretesament, es basà en el Periple Massaliota, un text del segle vi aC (mil anys anterior) que descrivia la costa de la Mediterrània occidental. Partint d'aquest text, Pella i Forgas (1883) i Schulten (1922) foren els primers que consideraren la possibilitat d'identificar la Cípsela d'Aviè amb el jaciment arqueològic de la Fonollera, a Torroella de Montgrí, que hauria desaparegut perquè la línia de costa anà avançant sobre la mar fins a engolir-la, fins a formar, en el present, un turonet a uns vuit-cents metres terra endins.
Altres autors han identificat Cípsela amb la ciutat d'Ullastret i altres, associant el cap Celebàntic al cap de Sant Sebastià, la situen vora l'actual Llafranc (motiu pel qual la plaça de Llafranc ha estat batejada amb el nom del Promontori i també hi ha un carrer de Cípsela i del Celebàntic).
Finalment, una altra tradició, començada per Pere de Marca al segle xvii, identifica Cípsela amb el topònim de Sant Feliu de Guíxols. Coromines, estudiant l'etimologia del mot, conclou que les formes antigues (Gissalis, Iecsalis, segle x) són perfectament compatibles amb una arrel com Cypsela. Mentre que, per Coromines, Cípsela seria una adaptació d'un mot indígena adaptat al llatí per semblança a altres poblacions gregues del mateix nom, Hübner pensa més aviat en un apel·latiu donat pels mariners grecs a una població marítima (el nom ibèric de la qual no s'hauria conservat), atès que en grec κυψέλη (kypsélē) significa 'capsa'.
El Museu d'Arqueologia de Catalunya publica des de l'any 1976 la revista Cypsela (21 números apareguts fins al 2018) amb «treballs científics de recerca generals sobre la prehistòria i la protohistòria de Catalunya i de la mediterrània occidental fins al final de l'època ibèrica».